# Ковалёва, Алина Романовна
Али́на Рома́новна Ковалёва (род. 18 февраля 1993, Сланцы, Ленинградская область) — российская кёрлингистка. Чемпионка Европы 2015, заслуженный мастер спорта России, прапорщик Росгвардии.

## Биография
Кёрлингом Алина Ковалёва начала заниматься ещё учась в школе родного города Сланцы Ленинградской области. Позже переехала в Санкт-Петербург в Училище олимпийского резерва № 2. Уже после трёх лет занятий кёрлингом в 2011 году вместе со своим тренером Алексеем Целоусовым стала чемпионкой России и серебряным призёром чемпионата мира в дисциплине «дабл-микст».
В 2013—2014 выступала за молодёжную сборную России на чемпионатах мира и в 2013 в её составе выиграла золотые медали, а в 2014 (играя на позиции скипа) — серебряные.
С 2011 года Алина Ковалёва регулярно выступает за различные команды в смешанных соревнованиях по кёрлингу («микст»), неоднократно становясь победителем и призёром международных и российских соревнований.
В клубных соревнованиях играет за команду «Адамант» (Санкт-Петербург) на позиции скипа. В её составе в 2013 выиграла Кубок России, а в 2015 стала серебряным призёром чемпионата России, уступив лишь в финале со счётом 4:7 команде Москвы-1, за которую в полном составе выступали игроки сборной России. В 2016 санкт-петербургская команда, ведомая Ковалёвой, выиграла бронзовые награды российского первенства, а в 2017 — вновь «серебро».
В ноябре 2015 года Алина Ковалёва дебютировала в национальной сборной России на чемпионате Европы в датском Эсбьерге, заменив в составе главной команды страны Екатерину Галкину, взявшую паузу в игровой карьере. Турнир закончился победой российской сборной, в составе которой Ковалёва впервые стала чемпионкой Европы. В марте 2016 на чемпионате мира, проходившем в канадском Суифт-Карренте, Алина Ковалёва в составе сборной России впервые становится бронзовым призёром, а через год — также впервые — серебряным призёром чемпионата мира 2017, повторив это достижение (но уже в качестве скипа команды) на чемпионате мира 2021, победив по ходу чемпионата сильнейшие сборные Шотландии, Канады, Швеции (действующих олимпийских чемпионов) и уступив только сборной Швейцарии, ставшей чемпионами мира.
В 2022 году приняла военную присягу став военнослущим спортивной команды Северо-Западного округа Росгвардии, воинское звание прапорщик. В этом же году в составе женской сборной России участвовала в зимних Олимпийских играх 2022, команда заняла итоговое десятое место.

## Достижения

### Клубные
- Трёхкратная чемпионка России — 2019, 2020, 2025;
  - четырёхкратный серебряный призёр чемпионатов России (2015, 2017, 2022, 2023) и бронзовый призёр (2016).
- Пятикратный обладатель Кубка России — 2013, 2018, 2020, 2022, 2023.
- Двукратная чемпионка России среди смешанных команд («микст») — 2014, 2015.
- Двукратный обладатель Кубка России по кёрлингу среди смешанных команд — 2018, 2022.
- Чемпионка (2011) и серебряный призёр (2015, 2020, 2023, 2024) чемпионата России среди смешанных пар (в дисциплине «дабл-микст»).
- Обладатель Кубка России по кёрлингу среди смешанных пар (2023) и бронзовый призёр розыгрыша Кубка (2014).

### Со сборными
- чемпионка Европы 2015.
- двукратный серебряный призёр чемпионата мира: 2017, 2021;
- бронзовый призёр чемпионата мира 2016;
- участница чемпионата мира 2019 (5-е место).
- серебряный призёр чемпионата мира 2011 в дисциплине «дабл-микст».
- чемпионка (2013) и бронзовый призёр (2014) первенств мира среди молодёжных команд.
- участница чемпионата Европы среди смешанных команд 2014 (5-е место).
- участница чемпионатов Европы 2018, 2019 и 2021 (все три раза 4-е место).

## Награды
- Заслуженный мастер спорта России (2016)[8].
- Благодарность министра спорта Российской Федерации (4 декабря 2015) — за успешное выступление спортивной сборной команды Российской Федерации на чемпионате Европы по кёрлингу в городе Эсбьерге (Дания)[9].